# Мій дядечко (фільм, 1958)
«Мій дядечко» (фр. Mon oncle) — французька антиутопічна кінокомедія 1958 року режисера Жака Таті. Його перший кольоровий фільм.

## Сюжет
Багатий промисловець пан Арпель живе з сім'єю у дуже сучасному будинку з різними технологічними пристосуваннями. Його шваґер — пан Юло, має мрійливий і богемний характер. Щоб обмежити вплив шваґра на свого сина пан Арпель дає йому роботу на своїй фабриці.

## Ролі виконують

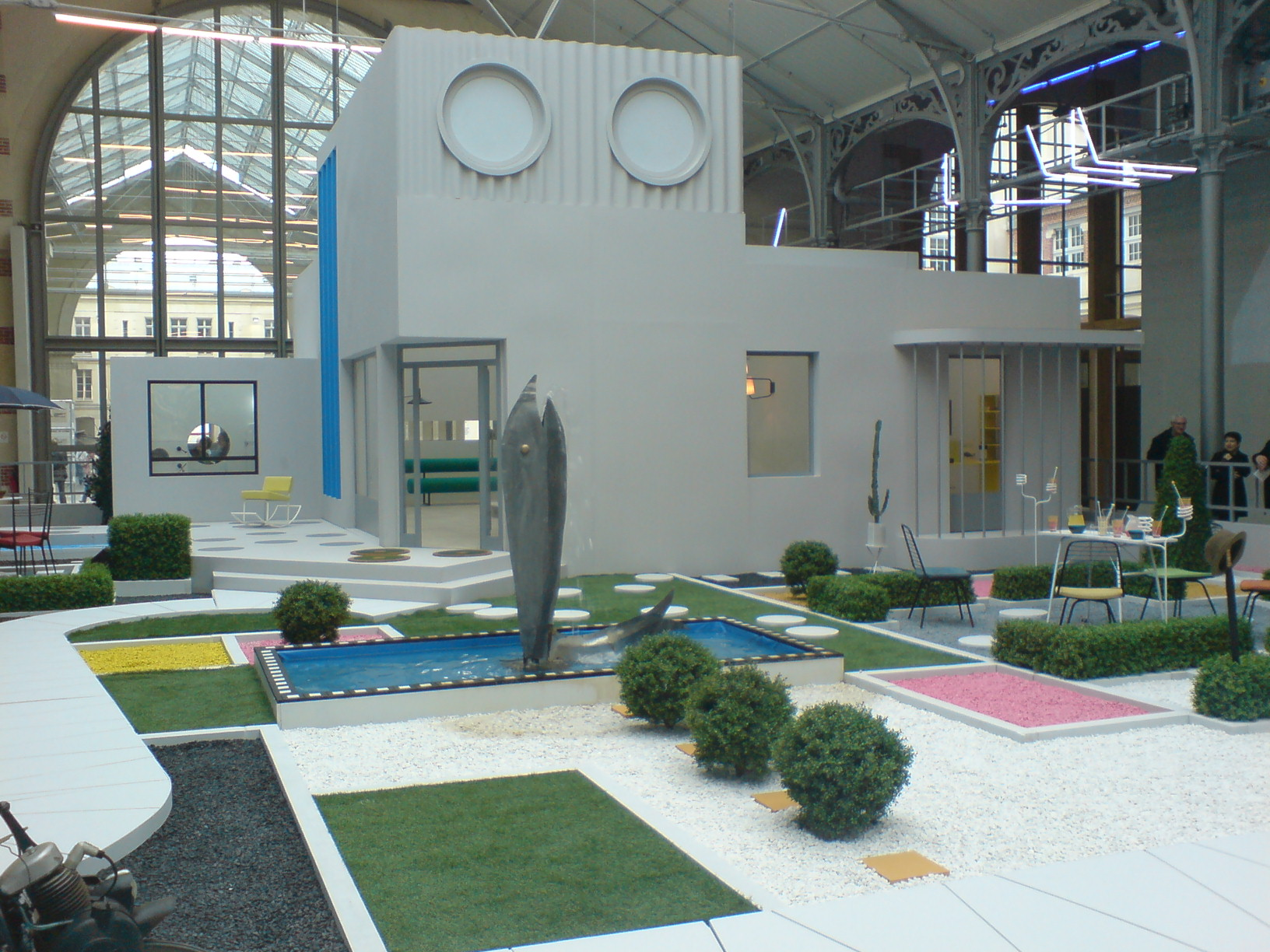
Вілла Арпель

- Жак Таті — пан Юло
- Жан-П'єр Золя[fr] — пан Арпель
- Адрієн Серванті[fr] — пані Арпель
- Ален Бекур — Жерар Арпель

## Навколо фільму
- Фільм частково був знятий у студії в Ніцці (вілла Арпель), у Сен-Мор-де-Фосе (будинок пана Юло) та в Кретеї (фабрика, розміщена біля річки Марни) в районі Парижа.

## Нагороди
- 1958 Премія Товариства кінокритиків Нью-Йорка:
  - за найкращий фільм іноземною мовою[en]
- 1958 Премія Національної ради кінокритиків США:
  - за найкращий іноземний фільм[en], номер 4
- 1958 Премія Каннського кінофестивалю:
  - спеціальний приз журі — Жак Таті
- 1959 Премія «Оскар» Академії кінематографічних мистецтв і наук (США):
  - за найкращий фільм іноземною мовою
- 1959 Премія Синдикату французьких кінокритиків:
  - за найкращий французький фільм — Жак Таті
- 1959 Премія Сан Жорді для кінематографа:
  - найкращому іноземному операторові — Жан Буржуан
- 1960 Нагорода Товариства іспанських кіносценаристів[es]
  - за найкращий іноземний фільм